# 曾喆
曾喆（英語：Zhe Zeng，亦名，1972年9月30日—2001年9月11日），華裔美國人，生於中國廣州，紐約銀行（現紐約梅隆銀行）職員及志願急救員。在2001年九一一襲擊事件當日，因進入紐約市世界貿易中心參與救援工作而身亡，逝後得到「紐約華裔英雄」之譽。

## 簡歷
曾喆在广州市第一中学读初中时随著家人移民美国，於罗切斯特大学工商管理硕士學士畢業。1998年，曾喆於距离世界贸易中心两街之隔的纽约银行任職。其亦於紐約州門羅郡布萊頓的志願救護隊擔任志願急救員

## 事件
2001年9月11日，曾喆在上班途中目睹恐怖袭击事件，冒着生命危险协助消防员拯救受害者。曾喆其後回到办公室向家人致電報平安後，再次從人流中逆行，重返災難现场，最後因為世貿中心坍塌，曾喆牺牲。

## 紀念

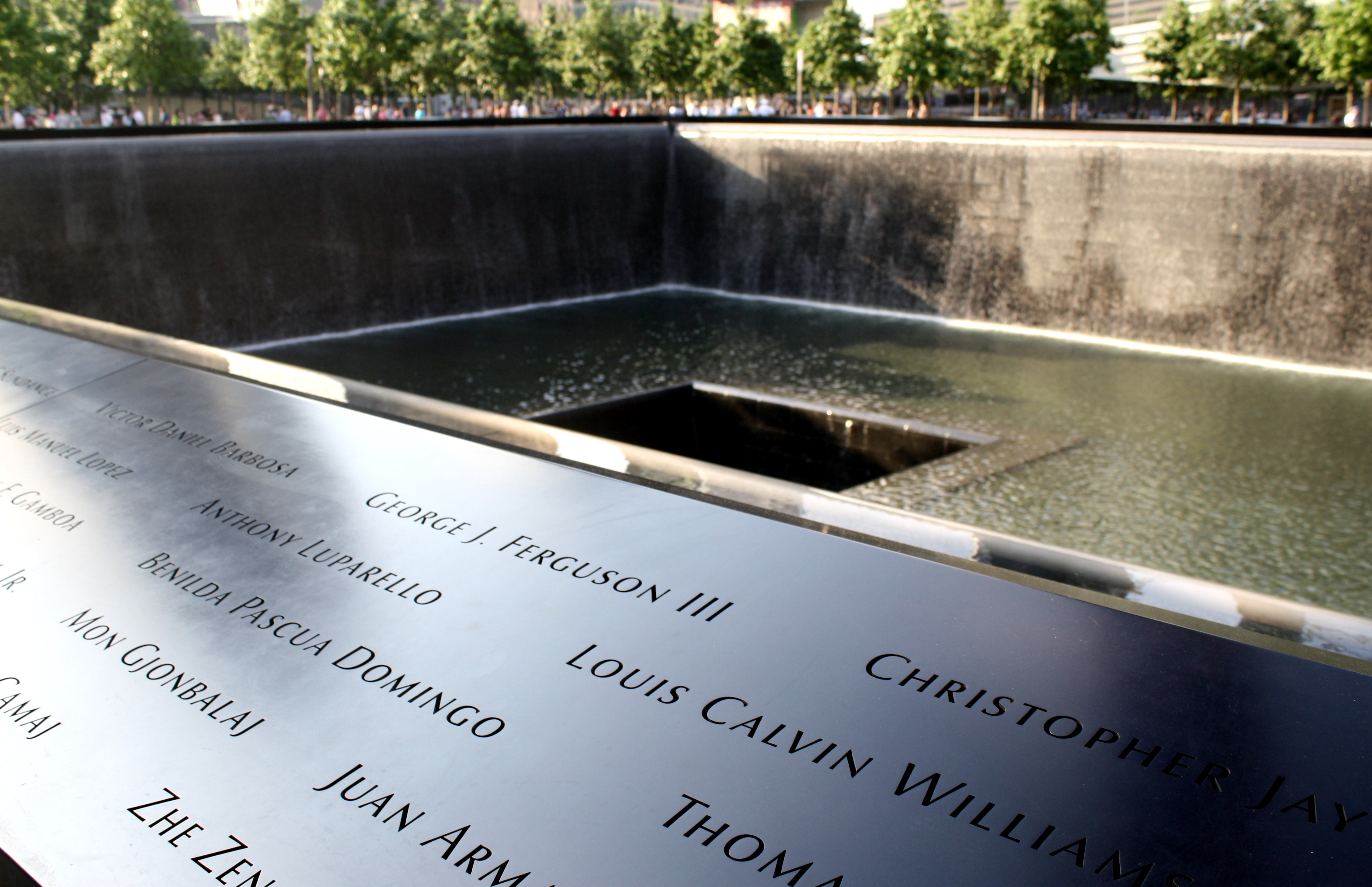
九一一國家紀念博物館南池S-37號銘牌，曾喆的姓名刻於下方

曾喆的事迹撼動了社会，亦引發中國傳媒關注。2002年5月8日，紐約州州長·在亞裔傳統月中向曾喆、紐新港務警察局員警林維敏及紐約州稅務財政局華裔稅務審計師翁阮雅玲等3位世貿中心亞裔救難有功者代表頒發表揚狀。
为了纪念曾喆的英勇事迹，曼哈顿第三社区委员会与纽约市议会先后通过了命名曾喆街（Zhe “Zack” Zeng Way）的议案，紐約市長迈克尔·布隆伯格後來签署了议案，使得曾喆街的命名方案成為美國法律內容。曼哈頓唐人街的擺也街（Bayard Street；茂比利街至巴士特街間路段）於街名下方加註「曾喆街」字樣。九一一國家紀念博物館落成後，曾喆的名字刻在南池（South Pool）的S-37號銘牌供人憑弔。